# Уагнер (тауншип, Миннесота)
Уагнер (англ. Wagner) — тауншип в округе Эйткин, Миннесота, США. На 2000 год его население составило 320 человек.

## География
По данным Бюро переписи населения США площадь тауншипа составляет 92,9 км², из которых 90,7 км² занимает суша, а 2,2 км² — вода (2,40 %).

## Демография
По данным переписи населения 2000 года здесь находились 320 человек, 142 домохозяйства и 99 семей.  Плотность населения —  3,5 чел./км².  На территории тауншипа расположено 377 построек со средней плотностью 4,2 построек на один квадратный километр. Расовый состав населения: 98,75 % белых и 1,25 % приходится на две или более других рас. Испанцы или латиноамериканцы любой расы составляли 0,31 % от популяции тауншипа.
Из 142 домохозяйств в 12,7 % воспитывались дети до 18 лет, в 59,9 % проживали супружеские пары, в 5,6 % проживали незамужние женщины и в 29,6 % домохозяйств проживали несемейные люди. 23,2 % домохозяйств состояли из одного человека, при том 10,6 % из — одиноких пожилых людей старше 65 лет. Средний размер домохозяйства — 2,25, а семьи — 2,54 человека.
14,1 % населения — младше 18 лет, 6,6 % — в возрасте от 18 до 24 лет, 18,1 % — от 25 до 44, 40,0 % — от 45 до 64, и 21,3 % — старше 65 лет. Средний возраст — 52 года. На каждые 100 женщин приходилось 105,1 мужчин.  На каждые 100 женщин старше 18 приходилось 103,7 мужчин.
Средний годовой доход домохозяйства составлял 38 438 долларов, а средний годовой доход семьи —  41 667 долларов. Средний доход мужчин —  21 719  долларов, в то время как у женщин — 26 458. Доход на душу населения составил 18 968 долларов. За чертой бедности находились 9,1 % семей и 15,9 % всего населения тауншипа, из которых 47,1 % младше 18 и 8,3 % старше 65 лет.